# شیدی اوک (ویرجینیا)
شیدی اوک (به انگلیسی: Shady Oak) یک منطقهٔ مسکونی در ایالات متحده آمریکا است که در شهرستان فرفکس، ویرجینیا واقع شده‌است.